# Grand Prix São Paula 2022
Grand Prix São Paula 2022 (oficiálně Formula 1 Heineken Grande Prêmio de São Paulo 2022) se jela na okruhu Interlagos v São Paulu v Brazílii dne 13. listopadu 2022. Závod byl dvacátým prvním v pořadí v sezóně 2022 šampionátu Formule 1.

## Kvalifikace
| Poř.                       | No. | Jezdec           | Konstruktér           | Časy v kvalifikaci | Časy v kvalifikaci | Časy v kvalifikaci | Pořadí na startu |
| Poř.                       | No. | Jezdec           | Konstruktér           | Q1                 | Q2                 | Q3                 | Pořadí na startu |
| -------------------------- | --- | ---------------- | --------------------- | ------------------ | ------------------ | ------------------ | ---------------- |
| 1                          | 20  | Kevin Magnussen  | Haas-Ferrari          | 1:13.954           | 1:11.410           | 1:11.674           | 1                |
| 2                          | 1   | Max Verstappen   | Red Bull Racing-RBPT  | 1:13.625           | 1:10.881           | 1:11.775           | 2                |
| 3                          | 63  | George Russell   | Mercedes              | 1:14.427           | 1:11.318           | 1:12.059           | 3                |
| 4                          | 4   | Lando Norris     | McLaren-Mercedes      | 1:13.106           | 1:11.377           | 1:12.263           | 4                |
| 5                          | 55  | Carlos Sainz Jr. | Ferrari               | 1:14.680           | 1:10.890           | 1:12.357           | 5                |
| 6                          | 31  | Esteban Ocon     | Alpine-Renault        | 1:14.663           | 1:11.587           | 1:12.425           | 6                |
| 7                          | 14  | Fernando Alonso  | Alpine-Renault        | 1:13.542           | 1:11.394           | 1:12.504           | 7                |
| 8                          | 44  | Lewis Hamilton   | Mercedes              | 1:13.403           | 1:11.539           | 1:12.611           | 8                |
| 9                          | 11  | Sergio Pérez     | Red Bull Racing-RBPT  | 1:13.613           | 1:11.456           | 1:15.601           | 9                |
| 10                         | 16  | Charles Leclerc  | Ferrari               | 1:14.486           | 1:10.950           | Bez času           | 10               |
| 11                         | 23  | Alexander Albon  | Williams-Mercedes     | 1:14.324           | 1:11.631           |                    | 11               |
| 12                         | 10  | Pierre Gasly     | AlphaTauri-RBPT       | 1:14.371           | 1:11.675           |                    | 12               |
| 13                         | 5   | Sebastian Vettel | Aston Martin-Mercedes | 1:13.597           | 1:11.678           |                    | 13               |
| 14                         | 3   | Daniel Ricciardo | McLaren-Mercedes      | 1:14.931           | 1:12.140           |                    | 14               |
| 15                         | 18  | Lance Stroll     | Aston Martin-Mercedes | 1:14.398           | 1:12.210           |                    | 15               |
| 16                         | 6   | Nicholas Latifi  | Williams-Mercedes     | 1:15.095           |                    |                    | 16               |
| 17                         | 24  | Čou Kuan-jü      | Alfa Romeo-Ferrari    | 1:15.197           |                    |                    | 17               |
| 18                         | 77  | Valtteri Bottas  | Alfa Romeo-Ferrari    | 1:15.486           |                    |                    | 18               |
| 19                         | 22  | Júki Cunoda      | AlphaTauri-RBPT       | 1:16.264           |                    |                    | 19               |
| 20                         | 47  | Mick Schumacher  | Haas-Ferrari          | 1:16.361           |                    |                    | 20               |
| 107% času vítěze: 1:18.223 |     |                  |                       |                    |                    |                    |                  |
| Zdroj:                     |     |                  |                       |                    |                    |                    |                  |

## Sprint
| Poř.                                                              | No. | Jezdec           | Konstruktér           | Počet kol | Čas/Odstoupení | Pořadí na startu | Body | Poř. Z |
| ----------------------------------------------------------------- | --- | ---------------- | --------------------- | --------- | -------------- | ---------------- | ---- | ------ |
| 1                                                                 | 63  | George Russell   | Mercedes              | 24        | 30:11.307      | 3                | 8    | 1      |
| 2                                                                 | 55  | Carlos Sainz Jr. | Ferrari               | 24        | +3.995         | 5                | 7    | 7      |
| 3                                                                 | 44  | Lewis Hamilton   | Mercedes              | 24        | +4.492         | 8                | 6    | 2      |
| 4                                                                 | 1   | Max Verstappen   | Red Bull Racing-RBPT  | 24        | +10.494        | 2                | 5    | 3      |
| 5                                                                 | 11  | Sergio Pérez     | Red Bull Racing-RBPT  | 24        | +11.855        | 9                | 4    | 4      |
| 6                                                                 | 16  | Charles Leclerc  | Ferrari               | 24        | +13.133        | 10               | 3    | 5      |
| 7                                                                 | 4   | Lando Norris     | McLaren-Mercedes      | 24        | +25.624        | 4                | 2    | 6      |
| 8                                                                 | 20  | Kevin Magnussen  | Haas-Ferrari          | 24        | +28.768        | 1                | 1    | 8      |
| 9                                                                 | 5   | Sebastian Vettel | Aston Martin-Mercedes | 24        | +30.218        | 13               |      | 9      |
| 10                                                                | 10  | Pierre Gasly     | AlphaTauri-RBPT       | 24        | +34.170        | 12               |      | 10     |
| 11                                                                | 3   | Daniel Ricciardo | McLaren-Mercedes      | 24        | +39.395        | 14               |      | 11     |
| 12                                                                | 47  | Mick Schumacher  | Haas-Ferrari          | 24        | +41.159        | 20               |      | 12     |
| 13                                                                | 24  | Čou Kuan-jü      | Alfa Romeo-Ferrari    | 24        | +41.763        | 17               |      | 13     |
| 14                                                                | 77  | Valtteri Bottas  | Alfa Romeo-Ferrari    | 24        | +42.338        | 18               |      | 14     |
| 15                                                                | 22  | Júki Cunoda      | AlphaTauri-RBPT       | 24        | +50.306        | 19               |      | PL     |
| 16                                                                | 18  | Lance Stroll     | Aston Martin-Mercedes | 24        | +50.700        | 15               |      | 15     |
| 17                                                                | 31  | Esteban Ocon     | Alpine-Renault        | 24        | +51.756        | 6                |      | 16     |
| 18                                                                | 14  | Fernando Alonso  | Alpine-Renault        | 24        | +53.985        | 7                |      | 17     |
| 19                                                                | 6   | Nicholas Latifi  | Williams-Mercedes     | 24        | +1:16.850      | 16               |      | 18     |
| Ret                                                               | 23  | Alexander Albon  | Williams-Mercedes     | 12        | Podlaha        | 11               |      | 19     |
| Nejrychlejší kolo: George Russell (Mercedes) – 1:14.233 (4. kolo) |     |                  |                       |           |                |                  |      |        |
| Zdroj:                                                            |     |                  |                       |           |                |                  |      |        |

Poznámky
1. ↑  Carlos Sainz obdržel penalizaci 5 míst na startu kvůli překročení limitu počtu motorů za sezónu.
2. ↑  Júki Cunoda měl startovat 15., závod ale muse zahájit z boxů kvůli úpravám podlahy, předního a zadního křídla.
3. ↑  Lance Stroll skončil 12., ale obdržel penalizaci 10 sekund za nebezpečný manévr při souboji se Sebastianem Vettelem.
4. ↑  Fernando Alonso skončil 15., ale po závodě obdržel penalizaci 5 sekund za kolizi s Estebanem Oconem.

## Závod
| Poř.                                                               | No. | Jezdec           | Konstruktér           | Počet kol | Čas/Odstoupení | Pořadí na startu | Body |
| ------------------------------------------------------------------ | --- | ---------------- | --------------------- | --------- | -------------- | ---------------- | ---- |
| 1                                                                  | 63  | George Russell   | Mercedes              | 71        | 1:38:34.044    | 1                | 26   |
| 2                                                                  | 44  | Lewis Hamilton   | Mercedes              | 71        | +1.529         | 2                | 18   |
| 3                                                                  | 55  | Carlos Sainz Jr. | Ferrari               | 71        | +4.051         | 7                | 15   |
| 4                                                                  | 16  | Charles Leclerc  | Ferrari               | 71        | +8.441         | 5                | 12   |
| 5                                                                  | 14  | Fernando Alonso  | Alpine-Renault        | 71        | +9.561         | 17               | 10   |
| 6                                                                  | 1   | Max Verstappen   | Red Bull Racing-RBPT  | 71        | +10.056        | 3                | 8    |
| 7                                                                  | 11  | Sergio Pérez     | Red Bull Racing-RBPT  | 71        | +14.080        | 4                | 6    |
| 8                                                                  | 31  | Esteban Ocon     | Alpine-Renault        | 71        | +18.690        | 16               | 4    |
| 9                                                                  | 77  | Valtteri Bottas  | Alfa Romeo-Ferrari    | 71        | +22.552        | 14               | 2    |
| 10                                                                 | 18  | Lance Stroll     | Aston Martin-Mercedes | 71        | +23.552        | 15               | 1    |
| 11                                                                 | 5   | Sebastian Vettel | Aston Martin-Mercedes | 71        | +26.183        | 9                |      |
| 12                                                                 | 24  | Čou Kuan-jü      | Alfa Romeo-Ferrari    | 71        | +29.325        | 13               |      |
| 13                                                                 | 47  | Mick Schumacher  | Haas-Ferrari          | 71        | +29.899        | 12               |      |
| 14                                                                 | 10  | Pierre Gasly     | AlphaTauri-RBPT       | 71        | +31.867        | 10               |      |
| 15                                                                 | 23  | Alexander Albon  | Williams-Mercedes     | 71        | +36.016        | 19               |      |
| 16                                                                 | 6   | Nicholas Latifi  | Williams-Mercedes     | 71        | +37.038        | 18               |      |
| 17                                                                 | 22  | Júki Cunoda      | AlphaTauri-RBPT       | 70        | +1 kolo        | PL               |      |
| Ret                                                                | 4   | Lando Norris     | McLaren-Mercedes      | 50        | Převodovka     | 6                |      |
| Ret                                                                | 20  | Kevin Magnussen  | Haas-Ferrari          | 0         | Kolize         | 8                |      |
| Ret                                                                | 3   | Daniel Ricciardo | McLaren-Mercedes      | 0         | Kolize         | 11               |      |
| Nejrychlejší kolo: George Russell (Mercedes) – 1:13.785 (61. kolo) |     |                  |                       |           |                |                  |      |
| Zdroj:                                                             |     |                  |                       |           |                |                  |      |

Poznámky
1. ↑  Včetně bodu za nejrychlejší kolo.
2. ↑  Pierre Gasly skončil 12., ale obdržel penalizaci 5 sekund za překročení rychlosti v pit lane.

## Průběžné pořadí po závodě
|        | Pořadí | Jezdec          | Body |
| ------ | ------ | --------------- | ---- |
|        | 1      | Max Verstappen  | 429  |
| 1      | 2      | Charles Leclerc | 290  |
| 1      | 3      | Sergio Pérez    | 290  |
|        | 4      | George Russell  | 265  |
|        | 5      | Lewis Hamilton  | 240  |
| Zdroj: |        |                 |      |

|        | Pořadí | Konstruktér          | Body |
| ------ | ------ | -------------------- | ---- |
|        | 1      | Red Bull Racing-RBPT | 719  |
|        | 2      | Ferrari              | 524  |
|        | 3      | Mercedes             | 505  |
|        | 4      | Alpine-Renault       | 167  |
|        | 5      | McLaren-Mercedes     | 148  |
| Zdroj: |        |                      |      |